# Rede Meio
Rede Meio (estilizada como rede meio) é uma rede de televisão brasileira sediada em Teresina, Piauí. Foi fundada em 1.º de janeiro de 2011 pelo empresário timonense Paulo Guimarães, quando a então TV Meio Norte se desfiliou da Rede Bandeirantes para virar uma emissora independente e voltada ao público da Região Nordeste do país, especialmente o estado do Piauí, onde está a sede da emissora.

## História

### TV Timon
Em 1985, entrava no ar em Timon, Maranhão a TV Timon, repetindo a programação da Rede Bandeirantes. Em 1986, a emissora saiu do ar, mas retornou no ar no mesmo ano, como afiliada ao SBT.

### TV Meio Norte
Em 1.º de janeiro de 1995, a TV Timon passa a se chamar TV Meio Norte, e transfere sua sede para Teresina, capital do Piauí. A emissora mantém a afiliação com o SBT, mas em 2000, por graves divergências com a rede (na época, no auge da vice-liderança de audiência) em relação à programação local, passa a ser afiliada à Rede Bandeirantes.
Em 2004, a emissora expande a programação local na manhã e tarde, o que provoca as primeiras reclamações dos telespectadores e da Band. Porém, antes da mudança, coloca no ar no mesmo ano uma retransmissora no 19 UHF, também afiliada a Band, transmitindo apenas na Grande Teresina. As reclamações aumentaram depois de 2007, quando o canal passou a transmitir a RedeTV!.

### Rede Meio Norte

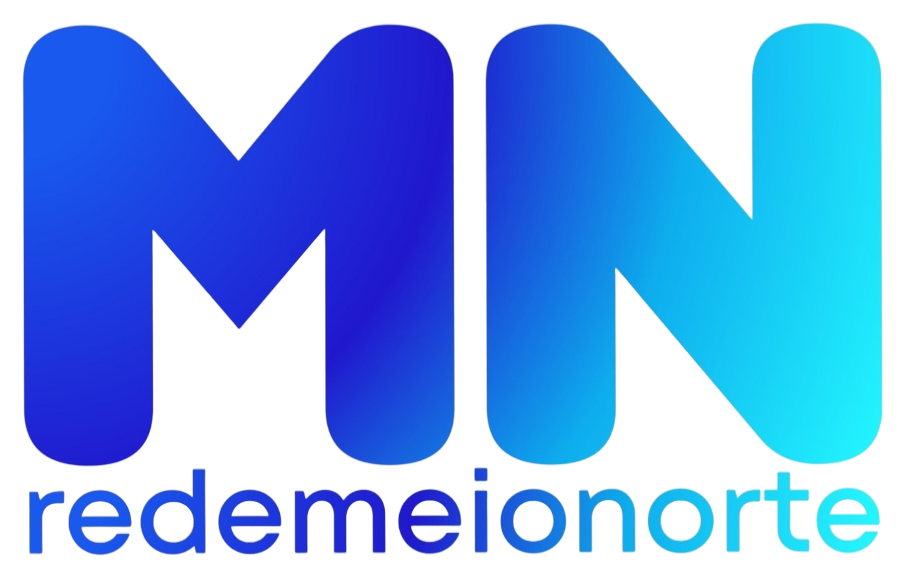
Antigo logotipo da emissora quando se chamava Meio Norte, usado até 31 de março de 2024

Em 1.º de janeiro de 2011, depois de quase 11 anos de afiliação, e após longos meses de promessas e adiamentos em 2010, a TV Meio Norte deixa a Rede Bandeirantes, e passa a ser uma emissora independente, focando sua programação apenas no estado do Piauí. A emissora passa a formar então a Rede Meio Norte, tendo em vista expandir seu sinal para outros estados do Nordeste e até mesmo outras regiões do país. Nesse dia, a emissora apresenta novidades: lança nova logomarca e o slogan "A TV da nossa gente". A recém-criada rede transmite a posse da presidente Dilma Rousseff e as entrevistas de políticos piauienses, inclusive o presidente da Venezuela, Hugo Chávez.
Durante o mês de janeiro, alguns dias depois da inauguração da Rede Meio Norte, alguns sites e blogs de TVs piauienses acusaram a emissora de plagiar a nova logomarca. Segundo críticos, a logomarca lançada é igual a da TV Serra Dourada, emissora de TV sediada em Goiânia, GO e afiliada ao SBT.
Em 4 de janeiro, o Portal 180 Graus afirma que o município de Cocal está sem o sinal da Meio Norte há mais de 20 dias e que o motivo não foi revelado. A população local reclama pela demora e pede providências, já que a programação da Meio Norte é bastante apreciada no Município que recebe as transmissões de todas as TVs do Piauí. Não é a primeira vez que a repetidora fica fora do ar, pois em 2010, ficou mais de 30 dias sem sinal porque um simples fusível estava queimado.
Em 18 de fevereiro, a Meio Norte ganhou a primeira afiliada como rede, a TV Codó, emissora pertencente à Prefeitura Municipal de Codó, MA e que estava fora do ar há anos, sendo reconstruída e reequipada. A emissora foi apresentada durante a entrada ao vivo durante o Jornal Agora.
Em 13 de abril, em Jardim do Mulato, as TVs Meio Norte e Antena 10 voltaram ao ar depois dias fora do ar. O motivo foi por conta das chuvas que caíram nos últimos dias na cidade e que os raios atingiram a torre da repetidora de TVs. O prefeito da cidade, Dr. Pacceli, contratou técnicos, para instalar pára-raios e fazer reparos na torre, restabelecendo os sinais das emissoras. Também foi instalado sinalizador, com objetivo de dar mais segurança aos moradores, principalmente os que têm residências nas proximidades da torre.
Em 11 de julho, estreou o programa humorístico Autarquias do Humor, com meia hora de duração, apresentado por Hiran Delmar. O programa até então era apresentado apenas na Rede União de Fortaleza, CE.

Logo utilizado até 21 de janeiro de 2025, quando se chamava TV Meio.

No final de abril, o sinal da Meio Norte em Barras sai do ar. O Grupo Meio Norte divulgou nota na qual a emissora saiu do ar por motivos técnicos, na qual parte do equipamento que gera as imagens do Canal na cidade foi levado para Teresina onde está sendo consertado por técnicos e que dentro de alguns dias o sinal estará restabelecido.
Em 20 de maio, por volta dos 40 minutos do 2.º tempo da partida entre  x Parnahyba do Campeonato Piauiense de Futebol, ocorrem problemas técnicos na transmissão do sinal vindo do Estádio Lindolfo Monteiro, em Teresina. O sinal acabou caindo e impedindo a emissora de mostrar 2 dos 7 gols anotados na partida, na qual o Flamengo venceu por 5x2. Quando o link foi restabelecido, a partida já havia sido encerrada.
Em 28 de setembro, o representante do Sistema Meio Norte de Comunicação, Sergio Matias, esteve em reunião com o diretor-presidente do Piripiri 40 Graus, Paiva Filho, tratando sobre parcerias entre o Sistema Meio Norte e a prefeitura de Brasileira. No dia seguinte, o prefeito do município, Wilson Aguiar assinou contrato para que o sinal da emissora chegasse a região.
Em 31 de outubro, a repetidora da Meio Norte em Guadalupe saiu do ar por volta do meio-dia antes da entrevista no Jornal Agora, do advogado da coligação Guadalupe Pode Mais, Dr. Kelson, relatando a sua versão sobre o caso de Guadalupe. Horas antes da saída do ar, a presença do advogado foi anunciada na manhã pelo programa Studio Mix 97 da Rádio Guadalupe FM. No dia anterior, o prefeito da cidade, Wallem Mousinho, apareceu nesse programa na mesma hora na Meio Norte, sem nenhuma queda de sinal. Surgem acusações que a saída do ar foi por conta da ordem do prefeito, que tem divergências políticas aos candidatos da oposição em Guadalupe, tirando o direito a informação, porque uma das matérias a ser divulgada não é do interesse do Prefeito do Município. Dias antes, a TV Antena 10 divulgou o resultado da pesquisa na noite, mas no dia seguinte, a mesma seria repetida pela manhã, o sinal foi tirado do ar.
Na tarde do 1.º de agosto de 2013, representantes da Rede Meio Norte estiveram na cidade de Currais para tratar de parceria com a Prefeitura Municipal da cidade, para colocar sinal da rede, firmar parceria para trabalhar com projetos voltado para as crianças e a adolescentes do município. Estiveram na reunião para firmar nos próximos dias combinarão parcerias, Leônidas Escobar (diretor geral) e Luana Belfort (Gerente de Municípios), juntamente com a prefeita Claudia Lobo e o secretario de finanças Luiz Lobo.
Em 30 de setembro, os técnicos da Meio Norte chegaram numa casa nos altos do Morro do Pipoca, perto de Barras, para conserto e troca de equipamentos para recolocar no ar, todos os sinais das retransmissoras de TVs (entre elas, a Meio Norte). A torre, as antenas parabólicas e receptores de TVs nesse morro foram destruídos pelo forte vendaval seguido de chuva que abateu-se sobre Barras e região, deixando prejuízos por onde passou, incluindo o morro. Todos os sinais de TV retransmitidos daquele morro para Barras e região ficaram fora do ar depois que as antenas parabólicas foram arrancadas pela base, o teto da casa que abriga os retransmissores teve parte do telhado arrancado, forro danificado e a chuva que veio em seguida molhou os equipamentos receptores ocasionando a queima dos mesmos. A prefeitura já iniciou os serviços de reparo das estruturas e os técnicos da Meio Norte estiveram no local e anunciaram a reposição do seu retransmissor.
Em 15 de novembro, o Portal 180 Graus noticiou que o município de Arraial, com apoio da Prefeitura Municipal, receberá três canais de TV aberta: a própria Meio Norte, Clube (Globo) e Antena 10 (Record), inclusive sinal de rádio afiliada à Rádio Meio Norte, porém sem previsão de entrada do ar. Com isso, a cidade terá pela primeira vez, sinal de TV da história do município.
Em 17 de janeiro, entrou no ar a retransmissora da rede no município de Brasileira, interior do Piauí. A parceria para implantação do sinal veio da iniciativa da Prefeitura Municipal administrada por Paula Miranda Amorim Araújo com Sistema Meio Norte de Comunicação, atendendo pedidos da população, já que esteve na presença na cidade até sair do ar. A emissora é sintonizado no Canal 5.
Em 2014, a Rede Meio Norte e o Esporte Interativo Nordeste firmaram uma parceria para transmitir alguns dos campeonatos estaduais de futebol da região. Com isso, a emissora pode retransmitir os jogos da Copa do Nordeste e do Campeonato Maranhense de Futebol. Além disso, a emissora transmitiu alguns jogos do Campeonato Piauiense com equipe própria, tendo Silas Freire na narração, comentários de Marcos Monturil e reportagens de Miguel Mendes.
Em 14 de agosto, entra no ar a TV Upaon-Açu de São Luís, MA, que estava em testes desde 2008. Semanas depois, em 28 de agosto, é revelado que ela é a nova emissora própria da rede, a TV Meio Norte Maranhão. A emissora é fruto da sociedade entre Paulo Guimarães e o empresário Fernando Sarney (proprietário da Rede Mirante).
Em 21 de agosto, dia em que o empresário Paulo Guimarães foi acusado pela Polícia Federal de sonegação fiscal e lavagem de dinheiro através de suas empresas pela "Operação Sorte Grande" (em alusão a época em que circulava o telebingo Poupa Ganha), a Rede Meio Norte emitiu um editorial através do telejornal 70 Minutos, lido pela jornalista Virgínia Fábris, em nome do Grupo Meio Norte, onde é afirmado que "as acusações são todas frutos de um lamentável equívoco" e que tem "caráter nitidamente midiático".
Em 13 de abril, a rede estreia uma nova programação e também reformula vários programas. O Agora passa a ser apresentado por Dânio Souza e Shirley Evangelista, em sucessão à Silas Freire, que se elegeu deputado federal. Após a saída de Beto Rego para a TV Antena 10, o Ronda do Povão, que era apresentado há 12 anos por ele, ficou sob o comando de Pádua Araújo e Ídria Portela (vinda da TV Cidade Verde). Com isso, o Patrulha passa a ser apresentado pelo "xerife" Wellington Raulino e por Paulo Brito.
Estreiam também os programas Butiquim, antes apresentado apenas na Meio Norte FM, às sextas, Jornal de Sábado, apresentado por Suzy Sousa, e Programa Frank Aguiar, apresentado pelo músico Frank Aguiar, ambos aos sábados.
O ano de 2016 para Meio Norte começa com afiliação da TV Amazonas (no Canal 14) em São Mateus do Maranhão (MA), ocorrida em 1º de fevereiro. Desde 2015 até esse dia, o Canal 14 servia apenas repetição da rede, sem veicular algum programa ou comercial locais.
Em 20 de março de 2017, a prefeita da cidade da Colônia do Gurguéia, Alcilene Alves de Araújo, a Doquinha, anuncia que vai trazer o sinal da Meio Norte, após pedidos dos telespectadores na cidade, além a página no Jornal Meio Norte impresso. “Muita gente tem cobrado um sinal de TV do nosso estado, por isso estamos trazendo o sinal da TV Meio Norte”, disse. Marcelo Barradas esteve com a prefeita e o assessor de comunicação do município Adelmir Andrade resolvendo os detalhes e garantiu que até o inicio do mês de abril, a cidade receberá o sinal. No entanto, a data é adiada e no dia 27 de junho, a cidade passa a ter o sinal da Meio Norte no canal 50 UHF analógico. A cidade já teve sinal da Meio Norte há anos, mas por problemas técnicos, saiu do ar.
Em 28 de abril do mesmo ano, a cidade de Assunção do Piauí passa a ter o sinal da Meio Norte no canal 5 VHF analógico.
Em 9 de abril de 2018, o empresário Paulo Guimarães (proprietário do Grupo Meio Norte de Comunicação, entre elas a Rede Meio Norte de Televisão) e cinco integrantes do Grupo Meio Norte (Ana Rosa Fonseca Guimarães, Francisco de Assis Carvalho, Joselândia Sousa de Carvalho, José Valter Leite de Carvalho e Robert Pereira da Silva) foram condenados pela Justiça Federal no Piauí pelos crimes de sonegação fiscal, falsidade ideológica e associação criminosa. Em 14 de abril, o Ministério Público Federal (MPF) no Piauí anunciou que vai recorrerá ao Tribunal Regional Federal da 1ª Região (TRF1) para aumentar a pena dos citados e ainda vai reiterar o pedido de condenação por lavagem de dinheiro para os oito réus que integram a ação penal.
Em 21 de março de 2023, a Rede Meio Norte e a rádio Meio Norte FM passaram a ter suas programações transmitidas para todo o país pelo satélite Star One D2 de Banda Ku pelos canais 125 e 374.

### TV Meio
Em 30 de janeiro de 2024, Erlan Bastos comunica no seu Twitter oficial que, a partir de março de 2024, a Rede Meio Norte passa a ser TV Meio, assim como o Grupo Meio Norte passa a ser Grupo Meio. Após o anúncio em janeiro, em 31 de março, a Rede Meio Norte procedeu com a alteração de sua denominação para TV Meio, acompanhada por uma revisão em sua identidade visual e programação. Concomitantemente, divulgou a contratação dos profissionais Jorge Kajuru, Guga Noblat e Vicente Datena para integrarem sua nova grade de programação.